# Pro Matre
Pro Matre foi uma tradicional maternidade do Rio de Janeiro.
Foi fundada, em 1 de abril de 1918, pelas "Damas da Cruz Verde", contando com a participação de Abigail Soares de Souza. Situada na avenida Venezuela, nº 153, na Saúde, próximo à praça Mauá, na Zona Portuária do Rio de Janeiro, foi uma associação beneficente sem fins lucrativos criada para atender gratuitamente a gestantes carentes. 
Entre as crianças nascidas nesta unidade, encontram-se o ex-presidente da República Fernando Henrique Cardoso (1931) e o cantor Erasmo Carlos (1941). Foram mais de 400 mil partos em 91 anos de existência da instituição, que encerrou suas atividades no final de 2009, após grave crise financeira.
Em outubro de 2022, dois dos três prédio que abrigaram a maternidade foram arrematados, em leilão, pela Construtora Cury por cerca de 6,3 milhões de reais. No local, deve ser construído um condomínio com cerca de 400 apartamentos e lojas no andar térreo.